# Iglesia de los Santos Justo y Pastor (Segovia)
La iglesia de los santos Justo y Pastor es un templo católico situado en Segovia (España), cercano a la plaza del Azoguejo, al otro lado del acueducto. Es una iglesia románica construida en el siglo XII sobre los restos de una ermita que fue dedicada en su origen al Cristo de los Gascones. Son significativas sus pinturas románicas.

## El edificio

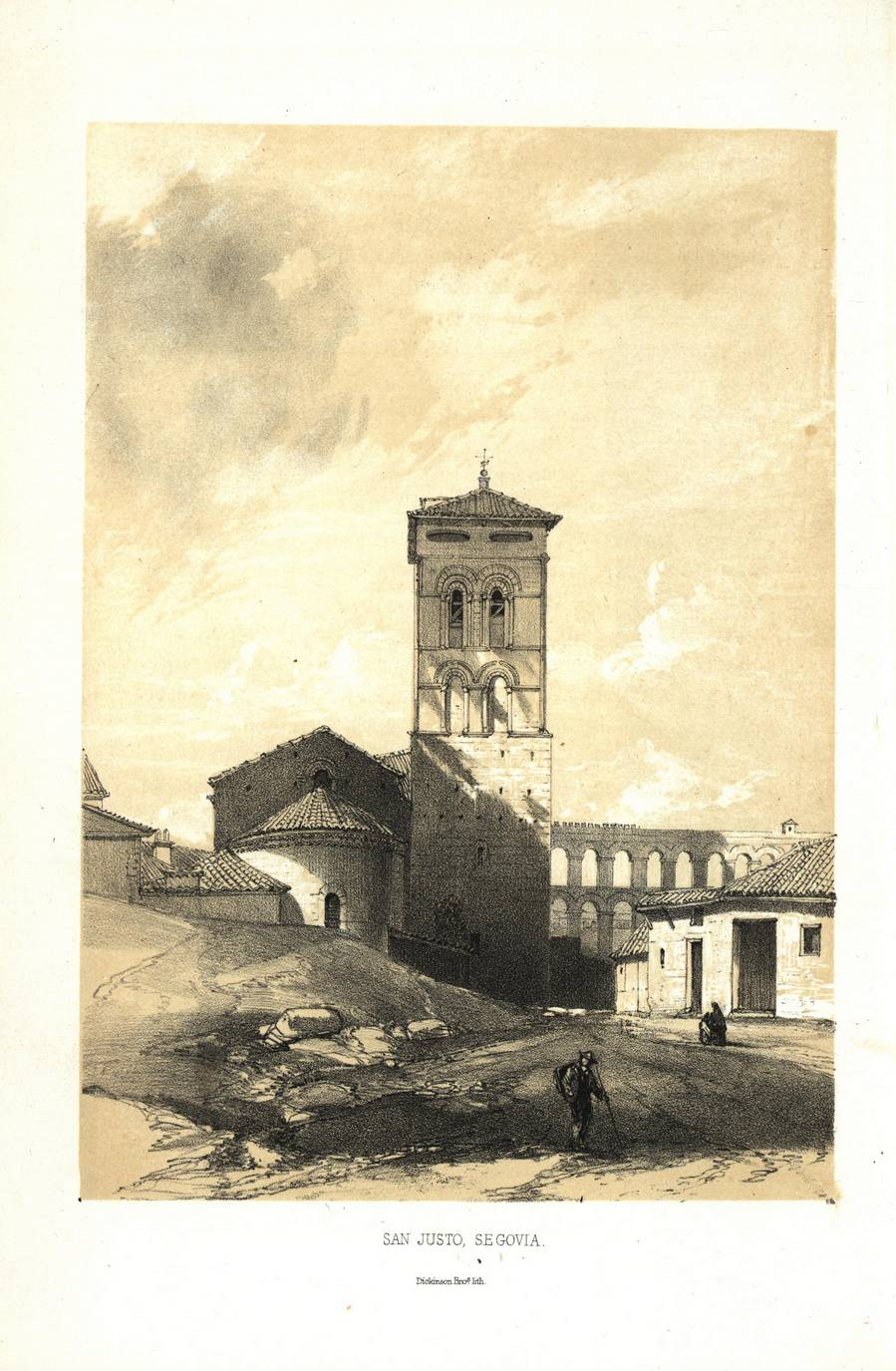
Vista de la iglesia a mediados del

El templo, sito en la plaza de San Justo, está construido en mampostería. Muestra elementos arquitectónicos típicos del románico. Tiene una de las torres más sobresalientes de Segovia, en la que se abren vanos con columnas y dos portadas, una de ellas cerrada al exterior que sólo se aprecia desde el interior y la otra policromada y perteneciente al tardorrománico.

## Pinturas románicas

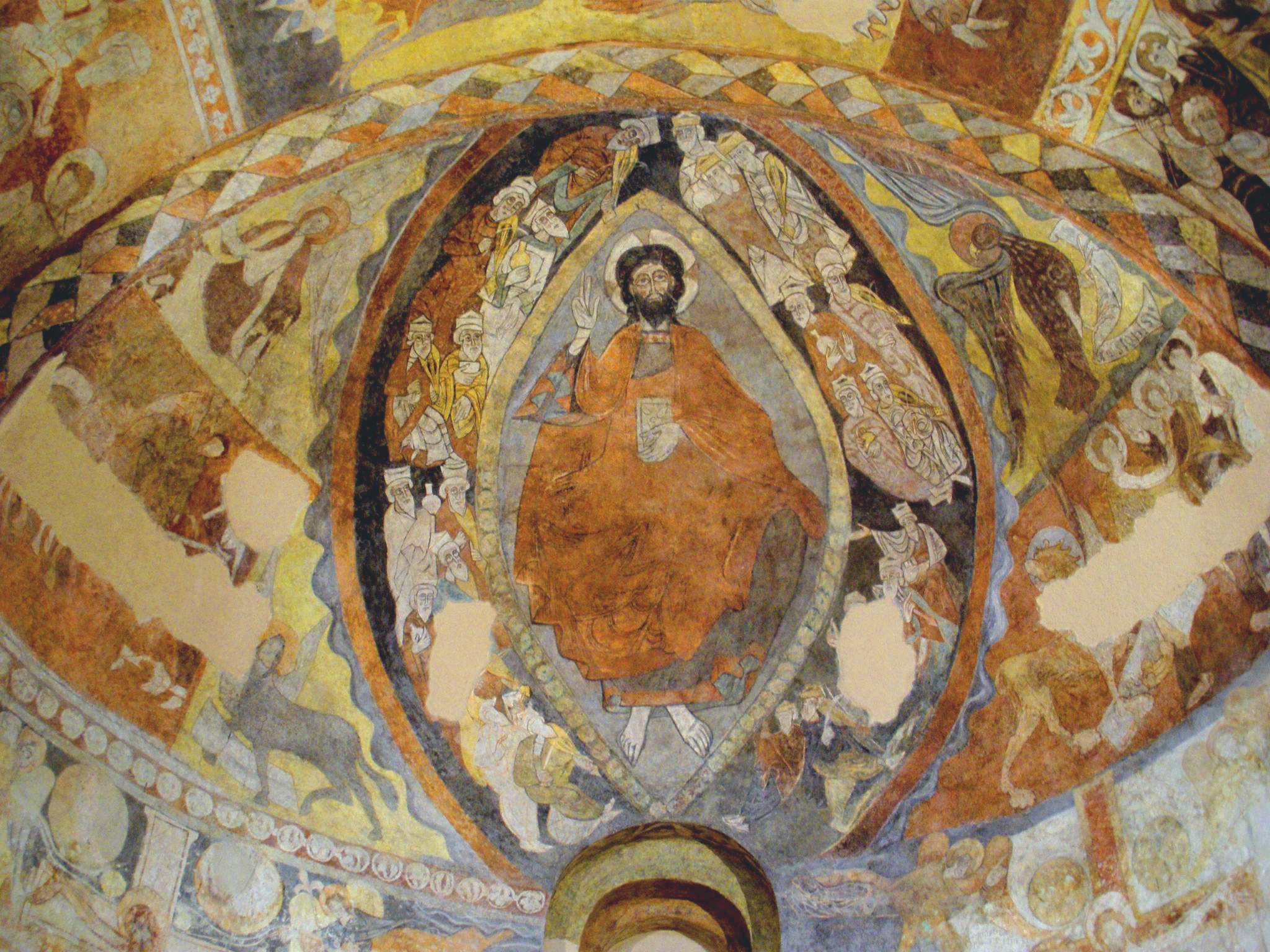
Frescos en el ábside con el tradicional Cristo en majestad

Tras la restauración llevada a cabo a comienzos de la década de 1960 salieron a la luz las pinturas murales que ocupan buena parte del ábside. Los temas son los más frecuentes en el románico: Pantocrátor en mandorla con el Tetramorfos, escenas bíblicas y escenas de la Crucifixión, el Descendimiento de Jesús, la Última Cena y el Prendimiento de Jesús. También se aprecia una inspiración oriental con la representación de elefantes, aves, arabescos, etc.

## Cristo de los Gascones

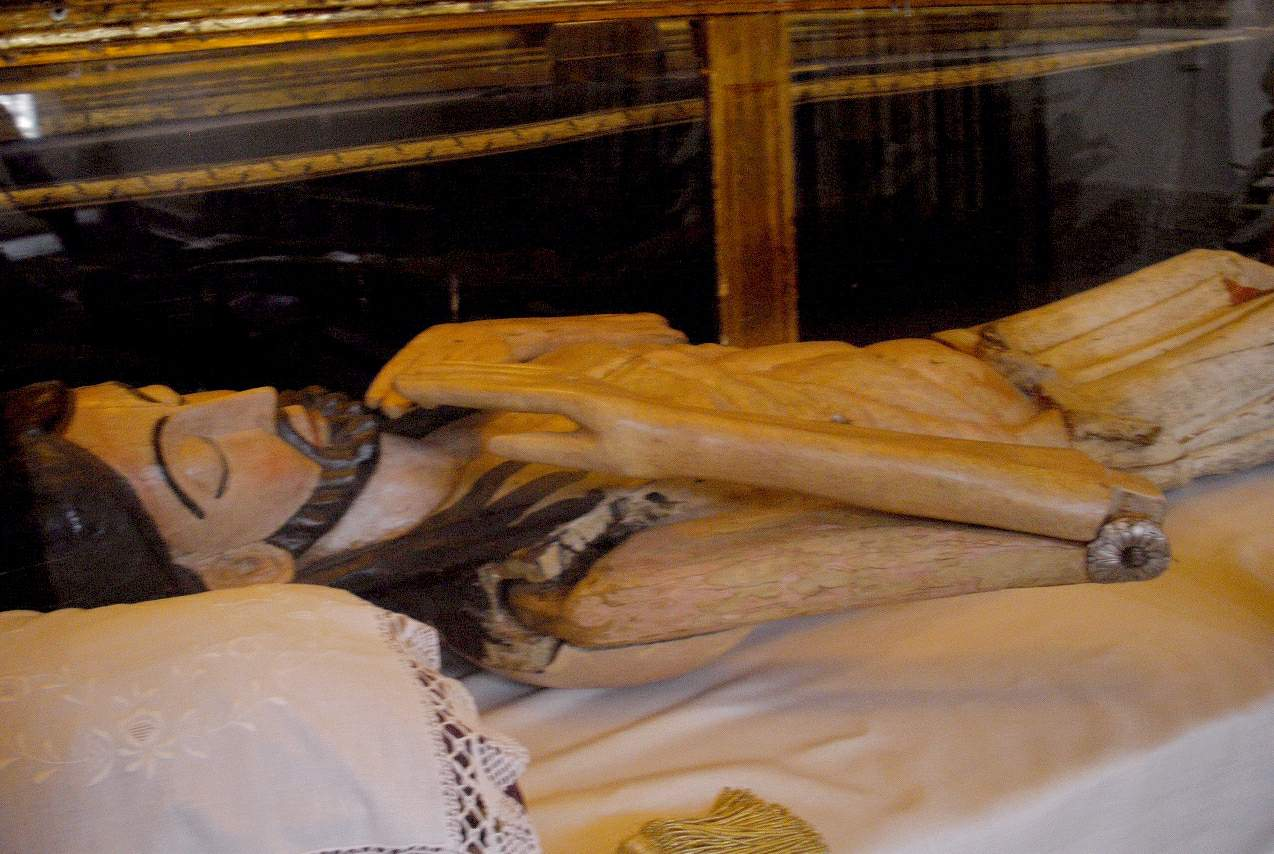
Santo Cristo de los Gascones.

Es una talla románica siglo XI) de brazos articulados muy venerada que cuenta con una leyenda que dice que llegó de Francia realizando varios milagros meteorológicos (petición de lluvia en tiempos de sequía) narrados en el siglo XVII. La imagen es sacada en procesión por la Real Cofradía de la Santa y Venerable Esclavitud y del Santo Entierro del Cristo de los Gascones.